# Hiroki Hirako

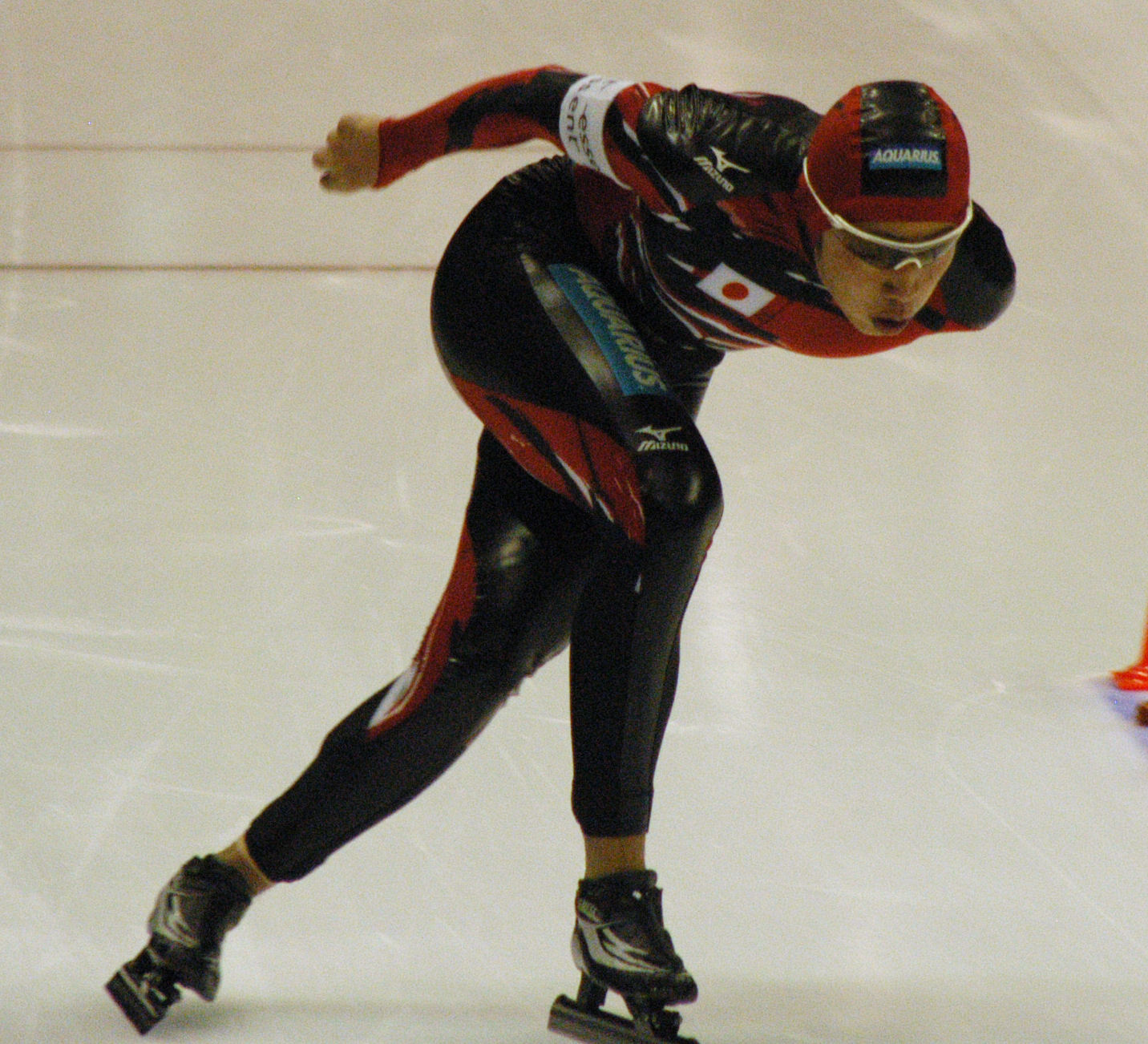
Hiroki Hirako beim Weltcup in Heerenveen 2008

Hiroki Hirako (jap. 平子 裕基 Hirako Hiroki; * 6. August 1982 in Hokkaidō) ist ein japanischer Eisschnellläufer.
Hiroki Hirako ist ein auf Langstrecken spezialisierter Allrounder. 2001 und 2002 stellte er über 5000 Meter Juniorenweltrekorde auf. Im Weltcup tritt er seit dem Weltcupfinale der Saison 2000/01 im März in Calgary an. Es dauerte bis zum Weltcup in Moskau im November 2006, dass er sich erstmals im Weltcup unter den ersten Zehn platzieren konnte. Viermal war er über verschiedene Strecken Asienmeister. Hinzu kommen je drei japanische Meister- und Vizemeistertitel. Bei den Olympischen Spielen 2002 in Salt Lake City wurde er 17. über 5000 Meter.

## Eisschnelllauf-Weltcup-Platzierungen
| Platzierung | 100 m | 500 m | 1000 m | 1500 m | 3000/5000 m | 5000/10000 m | Team |
| ----------- | ----- | ----- | ------ | ------ | ----------- | ------------ | ---- |
| 1. Platz    |       |       |        |        |             |              |      |
| 2. Platz    |       |       |        |        |             |              |      |
| 3. Platz    |       |       |        |        |             |              |      |
| Top 10      |       |       |        |        |             | 1            | 4    |

(Stand: 3. Dezember 2006)